# WALK OF MY LIFE
『WALK OF MY LIFE』（ウォーク・オブ・マイ・ライフ）は、日本の歌手・倖田來未の12枚目となるオリジナル・アルバム。2015年3月18日にrhythm zoneより発売された。

## 解説
オリジナル・アルバムとしては、前作『Bon Voyage』より約1年ぶりのリリースとなる。市販盤であるCD+DVD盤、CD+Blu-ray盤、CD盤の3形態のほか、倖田の公式ファンクラブ・倖田組とモバイルファンクラブ・playroom限定でFC限定盤（CD+DVD）、ライブツアー「Koda Kumi 15th Anniversary Live Tour 2015 〜WALK OF MY LIFE〜 supported by Mercedes-Benz」会場およびmu-moショップ限定でミュージック・カード（絵柄2種）が発売された。
57枚目のシングルの「HOTEL」とそのカップリング曲「MONEY IN MY BAG」、デジタル・シングル「Dance In The Rain」に、表題曲「WALK OF MY LIFE」など新曲13曲を加えた全16曲が収録されている。
市販盤に付属するDVD、およびBlu-rayには、「HOTEL」、「MONEY IN MY BAG」、「Dance In The Rain」、「WALK OF MY LIFE」、「Like It」のミュージック・ビデオが収録されている。「WALK OF MY LIFE」のミュージック・ビデオには4D viewという技術が導入されており、48台の専用高感度カメラで撮影した倖田を3Dアニメーション化することで、空を舞い、新たな一歩を踏み出すヒロインを追う物語が作り出されている。FC限定盤に付属するDVDには、2014年12月4日にSTUDIO COASTにて行われた、倖田組会員限定ライブ「Koda Kumi 15th Anniversary First Class 2nd LIMITED LIVE」の模様が収録されている。

## コンセプト
アルバムのテーマは「人がどう思うかではなく、自分がどう生きたか」。アルバムについて倖田は「これまでの倖田來未が歩んできた道を凝縮し、新たなエッセンスを加えた攻めのアルバムになっています」とコメントをしている。

## 楽曲解説

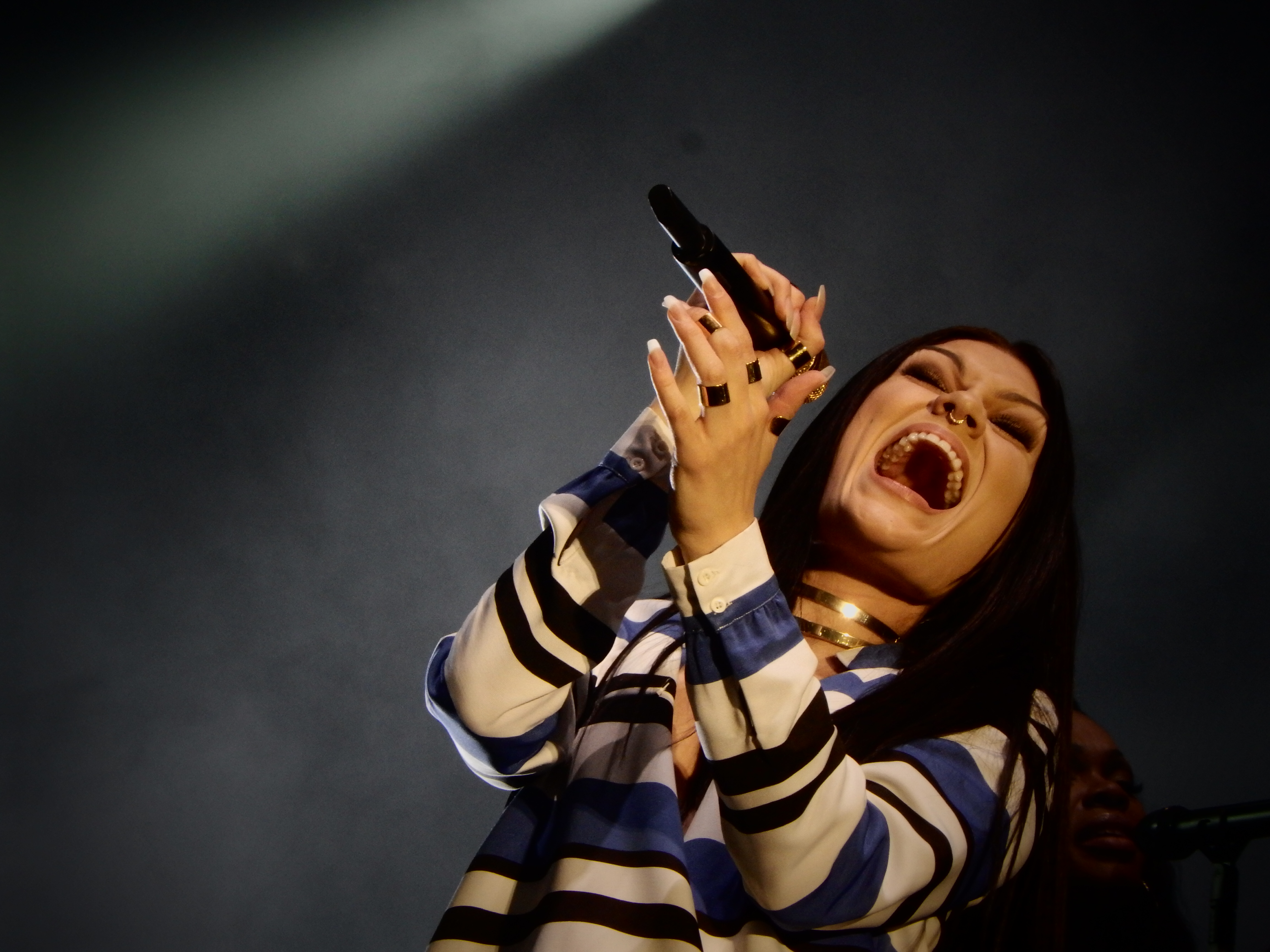
「Sometimes Dreams Come True」のソングライターとして参加したジェシー・J

※ここでの解説はアルバムのみ収録の楽曲について行う。シングル楽曲の解説や詳細に関しては、各シングル曲の記事を参照。
Introduction 〜WALK OF MY LIFE〜
アルバム全体のテーマを最初に英語歌詞で提示したイントロ。次曲「Dance In The Rain」に繋がっている。
本曲について倖田は「時間は誰のもとでも平等で決して戻ってこない。人生は一度きりで、努力することも、挫折も苦悩も、全てが自分自身の糧になる。私は私らしく、私の人生を歩いていく」と語っている。
Lippy
タイトルである「Lippy」(リッピー)は、“おしゃべり“や“わがまま“を意味とする。
本曲について「このキャラクターのおかげで“倖田來未”を広く知ってもらえたという部分もある。いい面も悪い面もあるし、色眼鏡で見られることも多いけど、どっちも自分」と語っている。
Mercedes
「自分をメルセデスベンツに置き換えて、メルセデスのような美しく強い女性でいたい」をテーマにヴォーカリストとしての技術や実力が試された曲。
倖田は「女友達と私の車に乗って遊びにいこうよっていう楽しい曲なんだけど、意外と歌いこなすのが難しかった」と語っている。
Like It
本アルバム制作のデモとしては、中盤に出来上がっていた。
本人も一聴した時点でアルバムの中では一番気に入っており、「どうしても入れたい」という理由でレコーディングをした。
House Party
80年代のディスコをイメージしたパーティーソング。
倖田は「ライブでファンのみんなと１つになれる曲を絶対入れたいと思って選んだ曲なので、笑顔になってもらえたら嬉しい」と語っている。
Interlude 〜Dance〜
「シンプルに、踊ろうよ！」をテーマにしたインタールード。
本アルバムの全体を通じて踊れることを意識しており、「新しい挑戦やこれからの方向性、いろんな顔を見てもらえるといいな」と語っている。
アルバム全体のイメージとして本曲で一旦区切りにし、次曲『HOTEL』より新たな幕を開けている。
Gimme U
「怒っても泣いても笑っても、すべての思い出が幸せのレシピに変わる」という女心を歌った恋愛ソング。
本曲について倖田は「『結婚したんだから失恋ソングは書かないほうがいい』と言われることもあるけど、結婚しても恋心は大切だし、これからもいろんなラブソングを書いていきたい」と語っている。
You can keep up with me
本アルバムの中で唯一、本人以外の作詞者が手掛けている。
スタッフからの意見を取り入れた楽曲で、「自分だけで選んでいると好みが偏ってしまうから」を理由としている。
PIECE IN THE PUZZLE
タイトルはパズルのピースを人に例えており、「仕事でもプライベートでも、ピースがはまらないとすぐに離れてしまったりする。良いパートナーを見つけて、手を取り合えば、１ピースだと弱かったものが、２ピース、３ピースと増えていくうちに強くなり、自分ひとりでは越えられなかった壁を一緒に乗り越えることができる。そんな相手をどうやって見つけるか」をイメージしている。
Fake Tongue
デモを聴いた際、倖田は「一瞬でライブでの演出が見えた」として即アルバムに入れることを決めていた。
前曲に続きロック調をイメージしている。
Sometimes Dreams Come True
自分が小さい頃から思い描いていた夢、現在に至るまでの道のりを綴ったメッセージソング。
本曲について倖田は「自分の夢を叶えるだけではなく、人に感動を与えられるまでには、音楽を愛する力だけではなく、努力はもちろん、タイミングや運も絶対に必要になってくる。」「大きい夢をつかむためには、辛さを押し殺さないといけないこともある。それでも、私の目標はいろんなステージで歌いたいっていうこと」をテーマとしている。
LIFE so GOOD!!!
聴いてくれた方が無条件に明るくなれる曲をテーマにした、本アルバムの中で最後に終えたレコーディング曲。
本曲について倖田は「自分らしい方法や自分らしい意見が大事だと思う。楽しく伝えられたらと思って制作をした」と語っている。
WALK OF MY LIFE
「“人がどう思うかではなく、自分がどう生きたか”。」をテーマにした本アルバムのキーパーソンとも言えるラストナンバー。本作のタイトルを決めた後に、詞を完成させた。
ライヴツアーのラストナンバーとして長年温められている1stアルバムのラストを飾る『walk』の続編ソングとして、10年後15年後の自分自身を想像しながら制作。
倖田は「『LIFE so GOOD!!』で心地よく本編が終わって、本曲は本編最後のエンドロールというイメージにした」としている。
6年後の2021年にリリースされたオールタイムベストアルバム『BEST 〜2000-2020〜』に再録バージョン「WALK OF MY LIFE -BEST 〜2000-2020 ver.-」として収録されている。

## 収録曲

### CD【全形態共通】
1. Introduction 〜WALK OF MY LIFE〜 [1:16]
作詞・作曲：Kumi Koda、Fredrik "Fredro" Odesjo、Anesha Birchett、Antea Shelton・Piox Pirovano
編曲：Fredrik "Fredro" Odesjo
インスト曲
2. Dance In The Rain [3:17]
作詞：Kumi Koda
作曲：her0ism・Ziggy・Melanie Fontana
デジタルシングル及び、58thシングル
3. Lippy [3:15]
作詞・作曲：Kumi Koda、Phil Anquetil、Bhavik Pattani、Christina Parie
4. Mercedes [2:54]
作詞・作曲：Kumi Koda、Maegan Cottone、Rick Parkhouse、George Tizzard、Jon Maguire
5. Like It [2:46]
作詞・作曲：Kumi Koda、Jared Cotte、Negin Djafari、Fredrik "Fredro" Odesjo・Piox Pirovano
編曲：Fredrik "Fredro" Odesjo
6. House Party [3:00]
作詞・作曲：Kumi Koda、Will Simms・Michelle Escoferry、Phil Anquetil
7. Interlude 〜Dance〜 [0:59]
作詞：Kumi Koda
作曲：Linda Stark
インスト曲
8. HOTEL [3:21]
作詞・作曲：Kumi Koda、H.U.B.、Didrik Thott、Sebastian Thott、Ylva Dimberg
57thシングル
9. Gimme U [3:17]
作詞・作曲：Kumi Koda、Matthew Tishler、Andrew Underberg、Philip Bentley
10. You can keep up with me [2:39]
作詞・作曲：カミカオル、Sabrina Louise Bernstein、Paolo Prudencio pka Shirazi、Fredrik "Fredro" Odesjo、Piox Pirovano
編曲：Fredrik "Fredro" Odesjo
11. MONEY IN MY BAG [2:34]
作詞・作曲：Kumi Koda、Bardur Haberg、Hayden Bell、Sarah Lundback、Ylva Dimberg
57thシングル「HOTEL」収録曲
12. PIECE IN THE PUZZLE [3:04]
作詞・作曲：Kumi Koda、Maegan Cottone、Bhavik Pattani、William Henry、Rick Wilde
13. Fake Tongue [3:19]
作詞・作曲：Kumi Koda、Emma Stakes、Steve Ware、Karl Addy
14. Sometimes Dreams Come True [3:04]
作詞・作曲：Toby Gad、Jessie J、Kumi Koda
15. LIFE so GOOD!! [3:56]
作詞：Kumi Koda
作曲・編曲：Hi-yunk
16. WALK OF MY LIFE [3:47]
作詞：Kumi Koda
作曲：Nick Carbone、Anthony Natoli、John Secolo、Peter Zizzo

### DVD・Blu-ray

#### CD+DVD・Blu-ray盤
1. HOTEL / MUSIC VIDEO
2. MONEY IN MY BAG / MUSIC VIDEO
3. Dance In The Rain / MUSIC VIDEO
4. WALK OF MY LIFE / MUSIC VIDEO
5. Like It / MUSIC VIDEO
6. MAKING VIDEO

### ファンクラブ限定盤【DVD】
Koda Kumi 15th Anniversary First Class 2nd LIMITED LIVE at STUDIO COAST
1. Dance In The Rain
2. HOTEL
3. MONEY IN MY BAG
4. Dreaming Now!
5. LALALALALA
6. IS THIS TRAP?
7. 恋しくて
8. Go to the top
9. Love Me Back
10. 愛を止めないで
11. Poppin' love cocktail
12. POP DIVA
13. 好きで、好きで、好きで。
14. Lollipop
15. Can We Go Back
16. Physical thing
17. Lick me♥
18. It's all Love!
19. stay with me
20. TABOO
21. Moon Crying
22. anytime
23. LAST ANGEL
24. 愛のうた
25. FREAKY
26. BUT
27. Cherry Girl
28. 夢のうた
29. 人魚姫
30. I'll be there
31. 恋のつぼみ
32. Someday
33. WIND
34. KAMEN
35. 今すぐ欲しい
36. No Regret
37. Candy
38. feel
39. Lies
40. Shake It Up
41. D.D.D.
42. Birthday Eve
43. you
44. Promise
45. flower
46. Butterfly
47. Hot Stuff
48. hands
49. 奇跡
50. Chase
51. キューティーハニー
52. Crazy 4 U
53. Gentle Words
54. COME WITH ME
55. real Emotion
56. 1000の言葉
57. m・a・z・e
58. love across the ocean
59. So Into You
60. COLOR OF SOUL
61. Trust Your Love
62. TAKE BACK

Documentary Movie
Behind The Scene of Koda Kumi 15th Anniversary First Class 2nd LIMITED LIVE

### ミュージック・カード
1. Dance In The Rain
2. Lippy
3. Like It
4. House Party
5. HOTEL
6. MONEY IN MY BAG
7. LIFE so GOOD!!
8. WALK OF MY LIFE

## その他の収録アルバム (シングル曲除く)
- Sometimes Dreams Come True
  - 『MY NAME IS...』(ファンクラブ限定盤)
- WALK OF MY LIFE
  - 『MY NAME IS...』(ファンクラブ限定盤)
  - 『BEST 〜2000-2020〜』
※-BEST 〜2000-2020〜 ver.-として再録。

## 収録ライブ映像 (シングル曲除く)
- Introduction 〜WALK OF MY LIFE〜
  - 『Koda Kumi 15th Anniversary Live Tour 2015 〜WALK OF MY LIFE〜』(メドレー)
- Lippy
  - 『Koda Kumi 15th Anniversary Live Tour 2015 〜WALK OF MY LIFE〜』
- Mercedes
  - 『Koda Kumi 15th Anniversary Live Tour 2015 〜WALK OF MY LIFE〜』
    - 『MY NAME IS...』(ファンクラブ限定盤)
- Like It
  - 『Koda Kumi 15th Anniversary Live Tour 2015 〜WALK OF MY LIFE〜』
- House Party
  - 『Koda Kumi 15th Anniversary Live Tour 2015 〜WALK OF MY LIFE〜』
- Interlude 〜Dance〜
  - 『Koda Kumi 15th Anniversary Live Tour 2015 〜WALK OF MY LIFE〜』(メドレー)
- Gimme U
  - 『Koda Kumi 15th Anniversary Live Tour 2015 〜WALK OF MY LIFE〜』(メドレー)
- You can keep up with me
  - 『Koda Kumi 15th Anniversary Live Tour 2015 〜WALK OF MY LIFE〜』
- PIECE IN THE PUZZLE
  - 『Koda Kumi 15th Anniversary Live Tour 2015 〜WALK OF MY LIFE〜』
- Fake Tongue
  - 『Koda Kumi 15th Anniversary Live Tour 2015 〜WALK OF MY LIFE〜』
    - 『MY NAME IS...』(ファンクラブ限定盤)
- Sometimes Dreams Come True
  - 『Koda Kumi 15th Anniversary Live Tour 2015 〜WALK OF MY LIFE〜』
    - 『MY NAME IS...』(ファンクラブ限定盤)

  - 『Koda Kumi Fanclub Tour 〜AND〜 at DRUM LOGOS』(DNA、ファンクラブ限定盤)
  - 『Koda Kumi Fanclub Tour 〜AND〜 at Zepp DiverCity』(ファンクラブ限定盤)
    - 『KODA KUMI LIVE TOUR 2018 -DNA-』

  - 『KODA KUMI Love & Songs 2022』
- LIFE so GOOD!!
  - 『Koda Kumi 15th Anniversary Live Tour 2015 〜WALK OF MY LIFE〜』
- WALK OF MY LIFE
  - 『Koda Kumi 15th Anniversary Live Tour 2015 〜WALK OF MY LIFE〜』
    - 『MY NAME IS...』(ファンクラブ限定盤)

  - 『Koda Kumi 15th Anniversary Premium Live』(WINTER of LOVE、ファンクラブ限定盤)
  - 『KODA KUMI 15th Anniversary LIVE The Artist』
  - 『KODA KUMI LIVE TOUR 2019 re(LIVE) 〜Black Cherry〜』
    - 『KODA KUMI LIVE TOUR 2019 re(LIVE) -Black Cherry- & -JAPONESQUE-』(ファンクラブ限定盤)

  - 『KODA KUMI 20th ANNIVERSARY TOUR 2020 MY NAME IS...』
  - 『billboard classics KODA KUMI Premium Symphonic Concert 2022 @festival hall』(WINGS)